# Jacksonella
Jacksonella Millidge, 1951 è un genere di ragni appartenente alla famiglia Linyphiidae.

## Distribuzione
Le tre specie oggi attribuite a questo genere sono state rinvenute prevalentemente in Europa ed Asia orientale.

## Tassonomia
Le caratteristiche di questo genere derivano dallo studio degli esemplari della specie tipo Maro falconeri Jackson, 1908.
Rimossa dalla sinonimia con Asthenargus Simon & Fage, 1922 da un lavoro degli aracnologi Merrett, Locket & Millidge del 1985, contra uno studio antecedente dello stesso Millidge del 1977.
A dicembre 2011, si compone di tre specie:
- Jacksonella bidens Tanasevitch, 2011 — Cipro, isola di Samo
- Jacksonella falconeri (Jackson, 1908)[3] — Europa
- Jacksonella sexoculata Paik & Yaginuma, 1969 — Corea [4]